# Sycoscapter sjostedti
Sycoscapter sjostedti is een vliesvleugelig insect uit de familie Pteromalidae. De wetenschappelijke naam is voor het eerst geldig gepubliceerd in 1906 door Mayr.